# Koertovo
Koertovo (Bulgaars: Куртово) is een dorp in de Bulgaarse gemeente Karlovo, oblast Plovdiv. Het dorp ligt hemelsbreed 51 km ten noordoosten van Plovdiv en 129 km ten oosten van Sofia.

## Bevolking
Op 31 december 2020 telde het dorp Koertovo 197 inwoners. Het aantal inwoners vertoont al jaren een dalende trend: in 1975 woonden er nog 517 mensen in het dorp.
|  |

In het dorp wonen vooral uitsluitend etnische Bulgaren. In de optionele volkstelling van 2011 identificeerden alle 224 ondervraagden zichzelf als etnische Bulgaren.
| Etnische samenstelling van de respondenten (2011) | Etnische samenstelling van de respondenten (2011) | Etnische samenstelling van de respondenten (2011) | Etnische samenstelling van de respondenten (2011) | Etnische samenstelling van de respondenten (2011) |
| ------------------------------------------------- | ------------------------------------------------- | ------------------------------------------------- | ------------------------------------------------- | ------------------------------------------------- |
|                                                   |                                                   |                                                   |                                                   |                                                   |
| Bulgaren                                          | Bulgaren                                          |                                                   | 100,0%                                            | 100,0%                                            |
| Turken                                            | Turken                                            |                                                   | 0,0%                                              | 0,0%                                              |
| Roma                                              | Roma                                              |                                                   | 0,0%                                              | 0,0%                                              |
| Anders/Onbekend                                   | Anders/Onbekend                                   |                                                   | 0,0%                                              | 0,0%                                              |

Banja · Begoentsi · Bogdan · Christo Danovo · Dabene · Domljan · Gorni Domljan · Iganovo · Kalofer · Karavelovo · Karlovo · Karnare · Kliment · Klisoera · Koertovo · Marino Pole · Moskovets · Mratsjenik · Pevtsite · Prolom · Rozino · Slatina · Sokolitsa · Stoletovo · Vasil Levski · Vedrare · Vojnjagovo